# Ole Rasmussen
Ole Rasmussen (Amager, 19 marzo 1952) è un ex calciatore danese, di ruolo difensore.

## Palmarès

### Club

#### Competizioni internazionali
- Coppa Piano Karl Rappan: 2

Herta Berlino: 1976, 1978